# Badminton nos Jogos Olímpicos de Verão da Juventude de 2018
As competições de badminton nos Jogos Olímpicos de Verão da Juventude de 2018 ocorreram entre 7 e 12 de outubro em um total de três eventos. As competições aconteceram na Arena de Badminton localizada no Parque Tecnópolis, em Buenos Aires, Argentina.

## Calendário
| Outubro   | 6 | 7 | 8 | 9 | 10 | 11 | 12 | 13 | 14 | 15 | 16 | 17 | 18 |
| --------- | - | - | - | - | -- | -- | -- | -- | -- | -- | -- | -- | -- |
| Badminton |   |   |   |   |    |    | 3  |    |    |    |    |    |    |

|  | Dia de competição |  | Dia de final |

## Medalhistas
| Evento                        | Ouro | Prata | Bronze |
| ----------------------------- | --- | --- | --- |
| Individual masculino detalhes | Li Shifeng CHN China | Lakshya Sen IND Índia | Kodai Naraoka JPN Japão |
| Individual feminino detalhes  | Goh Jin Wei MAS Malásia | Wang Zhiyi CHN China | Phittayaporn Chaiwan THA Tailândia |
| Equipes mistas detalhes       | Alfa IND Lakshya Sen ITA Giovanni Toti CAM Vannthoun Vath CAN Brian Yang SRI Hasini Nusaka Ambalangodage BUL Maria Delcheva FRA Jennie Gai SWE Ashwathi Pillai MIX Equipes de CONs mistos | Ômega NOR Markus Barth NZL Oscar Guo FIJ Chang Ho Kim THA Kunlavut Vitidsarn TPE Huang Yin-hsuan FRA Léonice Huet UKR Anastasiia Prozorova VIE Vũ Thị Anh Thư MIX Equipes de CONs mistos | Teta BEL Julien Carraggi EGY Mohamed Mostafa Kamel JPN Kodai Naraoka GER Lukas Resch AUS Zecily Fung BRA Jaqueline Lima JPN Hirari Mizui CZE Tereza Švábíková MIX Equipes de CONs mistos |

## Quadro de medalhas
| Ordem | País                       | Medalha de ouro | Medalha de prata | Medalha de bronze |   |
| ----- | -------------------------- | --------------- | ---------------- | ----------------- | - |
| –     | MIX Equipes de CONs mistos | 1               | 1                | 1                 | 3 |
| 1     | CHN China                  | 1               | 1                |                   | 2 |
| 2     | MAS Malásia                | 1               |                  |                   | 1 |
| 3     | IND Índia                  |                 | 1                |                   | 1 |
| 4     | JPN Japão                  |                 |                  | 1                 | 1 |
|       | THA Tailândia              |                 |                  | 1                 | 1 |
| TOTAL | TOTAL                      | 3               | 3                | 3                 | 9 |